# Akira Fudžišima
Akira Fudžišima (japonsky:藤嶋 昭) (*10. březen 1942, Tokio, Japonsko) je japonský chemik v současnosti působící jako emeritní profesor na Tokijské univerzitě, známý díky výzkumu fotokatalytických a superhydrofilních vlastností oxidu titaničitého.
Vysokoškolské vzdělání ukončil v 1966 na fakultě inženýrství jokohamské národní univerzity, doktorát získal v 1971 na Tokijské univerzitě. Během disertační práce objevil spolu se svým vedoucím, profesorem Keniči Hondou, proces fotokatalytického rozkladu vody UV zářením probíhajícího na elektrodě z oxidu titaničitého. Tento jev byl později pojmenován jako Honda-Fudžišima efekt.